# Asterix la rosa e il gladio
Asterix la rosa e il gladio (La Rose et le Glaive) è la ventinovesima storia a fumetti della serie Asterix, creata da René Goscinny (sceneggiatura) e Albert Uderzo (disegni), la quinta scritta e disegnata dal solo Uderzo dopo la morte del collega. La sua prima pubblicazione in volume in lingua originale risale al 1991.

## Trama
Stanche delle scarse attitudini musicali di Assurancetourix, le donne del villaggio chiamano presso di loro un nuovo bardo ed insegnante, una donna emancipata e progressista di nome Maestria. Mentre Assurancetourix, offeso ed irritato, abbandona il villaggio, la "bardessa" inizia a sobillare le sue compatriote, insegnando loro a portare, letteralmente, "le brache" e spronandole a "spezzare le catene delle tirannia maschile". La situazione ben presto degenera in una vera e propria "guerra dei sessi", fino a che l'intera metà maschile (con il capo Abraracourcix in testa) abbandona il villaggio.
Nel frattempo, al campo fortificato romano di Aquarium giunge in gran segreto un nuovo reparto speciale dell'esercito, costituito su idea di un uomo di nome Caius Omnibus e autorizzato da Cesare: si tratta di un drappello di donne legionarie. Il piano dell'uomo prevede infatti di sfruttarle per conquistare il villaggio, facendo leva sul senso di "galanteria gallica" che impedirebbe agli Irriducibili di combattere contro delle donne, perdendo l'onore se le contrastano e perdendo il villaggio se le lasciano fare. Asterix e Obelix, scoperta la cosa, avvertono però i loro compagni e le loro compagne: dopo un primo tentativo, fallito, di Maestria di fraternizzare con il nemico in nome della solidarietà femminile, gli uomini e le donne del villaggio fanno fronte comune per affrontare la minaccia.
Asterix e Maestria mettono in atto un piano. le legionarie vengono inizialmente terrorizzate, su idea di Asterix, da un inconsapevole Assurancetourix con le sue esibizioni canore, e successivamente neutralizzate dalle donne del villaggio a suon di svendite di indumenti di classe, cosmetici e possibilità di avere a disposizione parrucchieri e truccatori arrivati direttamente da Lutetia, come pianificato da Asterix, alla vista dei quali le "signore" perdono tutti i loro ardori bellici. Nel frattempo gli uomini, con Obelix in testa, hanno modo di avere la loro rivalsa sui soldati (maschi) degli accampamenti intorno al villaggio. Nel finale i Galli e le rispettive signore, finalmente riappacificati, possono festeggiare la conclusione dell'ennesima avventura con il classico banchetto sotto le stelle, al quale, per la prima volta, partecipa anche Assurancentourix.

## Personaggi principali
- Asterix: insofferente ai modi di Maestria, e preoccupato per i nefasti effetti che le sue azioni possono avere sul villaggio, in un eccesso d'ira giunge a colpire la donna con un violento sganassone, vergognandosi poi del suo atto. In seguito si riappacifica con la bardessa, tanto da far nascere nei suoi compagni il sospetto che voglia "accasarsi" con lei, e nel finale sono ovviamente sue le pensate che permettono di sconfiggere i Romani.
- Obelix: si cattura l'antipatia di Maestria, con un commento sul fatto che le righe orizzontali sui pantaloni di lei "non la snelliscano" (a differenza di quelle verticali, caratteristiche delle sue braghe), e viene perciò costretto dalla bardessa a tornare a scuola. In seguito segue Asterix e gli altri uomini nel loro esilio volontario e nel finale, depresso per essere inutile di fronte alle donne legionarie, ha modo di rifarsi assaltando da solo il castrum di Aquarium.
- Panoramix: inizialmente si mostra di larghe vedute di fronte all'emancipazione femminile, pur considerando "una sciocchezza" l'idea che un giorno possano esistere delle "donne druido". Successivamente perde le staffe di fronte agli atteggiamenti di Maestria, e abbandona il villaggio insieme agli altri uomini.
- Maestria: donna bardo (che rifiuta di essere chiamata "bardessa") proveniente da Lutezia, è una femminista ante-litteram, emancipata e progressista, e porta avanti la propria battaglia per i diritti civili delle donne del villaggio fino all'esasperazione. Similmente ad Assurancetourix non è molto brava nel cantare. Nel finale, di fronte alla minaccia romana (contro la quale a nulla valgono i suoi appelli alla solidarietà femminile) ammorbidisce in parte le proprie posizioni. Mostra un interesse amoroso verso Asterix, che però non ricambia; nel finale però i due sembrano essere diventati amici.
- Assurancetourix: spinto ad allontanarsi dal villaggio è temporaneamente sostituito dalla donna bardo Maestria. Man mano che gli uomini vengono esiliati o si auto esiliano dal villaggio viene raggiunto nella foresta dagli altri compagni. Come già successo in alcuni albi della serie, il suo canto viene usato come arma su suggerimento di Asterix. Grazie al suo ruolo nella lotta ai romani viene invitato a partecipare al banchetto finale, anziché essere legato ed imbavagliato. Maestria lo invita infine a soggiornare brevemente a Lutezia, dove forse le sue discutibili abilità canore saranno più apprezzate che nel villaggio.
- Caius Omnibus: l'antagonista principale della storia. È sua l'idea di utilizzare un drappello di donne come legionari, facendo leva sulla "galanteria gallica", che impedirebbe ai Galli di combattere contro le donne. Finisce malmenato da Asterix e dagli abitanti del villaggio insieme agli altri romani (uomini).

## Riferimenti storici e citazioni
La storia è una parodia del femminismo e in generale dell'emancipazione femminile, parodiati attraverso il personaggio di Maestria, che con il suo esempio edi suoi discorsi progressisti finisce per contagiare le donne del villaggio, scatenando una vera e propria guerra dei sessi. La stessa Maestria potrebbe essere una caricatura di Édith Cresson, politico divenuta proprio nel 1991 Primo ministro francese, sebbene tale interpretazione non sia mai stata confermata ufficialmente. Anche le legionarie romane che appaiono nella storia, pur con tutto il loro rigore marziale, vengono comicamente ritratte come piuttosto frivole e maniache dello "shopping", secondo vari stereotipi maschilisti. Lo stesso Uderzo commentò l'albo con le seguenti parole:
(Albert Uderzo sul sito ufficiale, traduzione libera)
Fra gli altri riferimenti umoristici dell'albo, è possibile segnalare una caricatura dell'attore italiano Aldo Maccione nel legionario che, nella tavola 30, vorrebbe servire presso le "colleghe", di cui riproduce sia il volto che le movenze caratteristiche.
Infine, sul piano dei riferimenti interni alla serie, in questo albo appaiono alcuni bambini del villaggio, fra cui il figlio del pescivendolo Ordinalfabetix (un bambino con i capelli rossi e un buffo difetto di pronuncia) e la figlia del fabbro Automatix. Come i rispettivi genitori, i due litigano spesso fra loro.

## Storia editoriale
In Francia la storia fu pubblicata direttamente in albo cartonato nel 1991, dalla casa editrice Les Éditions Albert René (di proprietà della Hachette Livre).

### Edizioni estere

#### Italia
In Italia l'albo è edito, come gli altri della serie, da Mondadori; la prima edizione italiana risale al settembre 1991 per la traduzione di Alba Avesini. Nel 1999 la storia è stata inoltre inclusa nel volume tascabile Asterix - Le storie più belle, edito sempre da Mondadori nella collana "Super Miti". Inoltre, nel 2003 la storia è stata inserita all'interno del volume Asterix, il 19° de I classici del fumetto di Repubblica, serie edita in allegato con il quotidiano La Repubblica. Anche questa edizione seguiva quella Mondadori, con stesso titolo e traduzione della storia.

## In altre lingue
Il titolo originale dell'albo, La Rose et le Glaive, è stato tradotto come segue in alcune delle principali lingue in cui il fumetto è edito; vengono inoltre indicate la casa editrice e l'anno di prima pubblicazione:
- catalano:  La Rosa i l'Espasa - Salvat editores,  Spagna
- ceco: Růže a Meč - Egmont ČR,  Rep. Ceca, 2007
- coreano: 장미와 검 (Jangmiwa keom) - Moonhak-kwa-Jisung-Sa,  Corea del Sud, 2007
- danese: Rosen og Sværdet - Egmont Serieforlaget A/S,  Danimarca, 1991
- finlandese: Asterix - Ruusu ja miekka - Egmont Kustanus Oy,  Finlandia, 1991
- greco: Ροδο και ξιφος (Rodo kai xifos) - Mamouth comics,  Grecia
- inglese: Asterix and the Secret Weapon - Orion,  Regno Unito, 1991
- latino: Asterix et Maestria - Egmont Ehapa Verlag,  Germania
- olandese: De Roos en het Zwaard - Éditions Albert René (Hachette Livre),  Paesi Bassi, 1991
- polacco: Róza i miecz - Egmont Poland Ltd,  Polonia, 1997
- portoghese: A Rosa e o Gládio - Edições ASA,  Portogallo
- spagnolo: La rosa y la espada - Salvat editores,  Spagna
- svedese: Rosen och svärdet - Egmont Kärnan AB,  Svezia, 1991
- tedesco: Asterix und Maestria - Egmont Ehapa Verlag,  Germania, 1991